# VV ONA in het seizoen 1959/60
Het seizoen 1959/1960 was het vijfde en laatste jaar in het bestaan van de Goudse betaaldvoetbalclub ONA. De club kwam uit in de Tweede divisie A en eindigde daarin op de negende plaats. Door de sanering in het betaald voetbal heeft de KNVB de onderste drie teams van beide divisies, aangevuld met de voorlaatsten van het seizoen ervoor, in een degradatiepoule geplaatst. Hierin haalde de club de achtste plaats en degradeerde naar het amateurvoetbal.

## Tweede divisie A
|       | Baronie | EBOH  | EDO   | Haarlem | LONGA | N.E.C. | Roda Sport | UVS   | De Valk | Wilhelmina | Xerxes |
| ----- | ------- | ----- | ----- | ------- | ----- | ------ | ---------- | ----- | ------- | ---------- | ------ |
| Thuis | 1 – 2   | 2 – 1 | 1 – 2 | 3 – 1   | 2 – 1 | 1 – 2  | 2 – 2      | 3 – 2 | 3 – 1   | 4 – 2      | 2 – 2  |
| Uit   | 0 – 2   | 4 – 1 | 1 – 0 | 5 – 1   | 5 – 0 | 1 – 2  | 7 – 0      | 3 – 1 | 2 – 1   | 3 – 2      | 3 – 1  |

### Degradatiecompetitie
| 1e speelronde                                                                                          | ONA                                                                             | 1 – 0 (1 – 0) | Xerxes                                                     |
| 10 april 1960 Plaats: Gouda Walvisstraat Toeschouwers: 4.000 Scheidsrechter: Huib van den Berg         | A. van Adrichem 4'                                                              |               |                                                            |
| 2e speelronde                                                                                          | UVS                                                                             | 1 – 0 (1 – 0) | ONA                                                        |
| 16 april 1960 Plaats: Leiden Wassenaarseweg Toeschouwers: 4.500 Scheidsrechter: Andries van Leeuwen    | Jacques van Leeuwen 32'                                                         |               |                                                            |
| 3e speelronde                                                                                          | ONA                                                                             | 2 – 1 (0 – 1) | Rheden                                                     |
| 18 april 1960 Plaats: Gouda Walvisstraat Toeschouwers: 4.000 Scheidsrechter: Bob Tientjes              | Jan Nijman 61' C. van Rhijn 75'                                                 |               | 37' Fijko Aalders                                          |
| 4e speelronde                                                                                          | Velocitas                                                                       | 3 – 1 (0 – 1) | ONA                                                        |
| 24 april 1960 Plaats: Groningen Stadspark Toeschouwers: 750 Scheidsrechter: André La Croix             | Henk Medema 75' Evert Drommel Klöne 90'                                         |               | 3' Adrie van den Berg                                      |
| 5e speelronde                                                                                          | ONA                                                                             | 0 – 1 (0 – 1) | Baronie                                                    |
| 1 mei 1960 Plaats: Gouda Walvisstraat Toeschouwers: 3.200 Scheidsrechter: Jan Trumpi                   |                                                                                 |               | 20' Piet van den Broek                                     |
| 6e speelronde                                                                                          | Zwartemeer                                                                      | 3 – 1 (2 – 0) | ONA                                                        |
| 5 mei 1960 Plaats: Klazienaveen Mr. Ovingstraat Toeschouwers: 7.000                                    | Job Drent 11' Jan Wolters 43', 53'                                              |               | 57' A. van Adrichem                                        |
| 7e speelronde                                                                                          | ONA                                                                             | 1 – 4 (0 – 2) | Zwolsche Boys                                              |
| 8 mei 1960 Plaats: Gouda Walvisstraat Toeschouwers: 2.500 Scheidsrechter: Henk van der Veer            | Jan Nijman 66'                                                                  |               | 1' Tjeerd Henstra 26' Hennie van Nee 84', 86' Wim Bisschop |
| 8e speelronde                                                                                          | Xerxes                                                                          | 3 – 1 (1 – 0) | ONA                                                        |
| 15 mei 1960 Plaats: Rotterdam Xerxesweg Toeschouwers: 3.500 Scheidsrechter: Martin Schings             | Martin Snoeck 10', 85' Peet Geel 65' (pen.)                                     |               | 90' Adrie van den Berg                                     |
| 9e speelronde                                                                                          | ONA                                                                             | 1 – 2 (0 – 2) | UVS                                                        |
| 22 mei 1960 Plaats: Gouda Walvisstraat Toeschouwers: 4.500 Scheidsrechter: Jan Mondeel                 | Adrie van den Berg 85'                                                          |               | 4' Coen Rijshouwer 38' Leo van Toorn                       |
| 10e speelronde                                                                                         | Rheden                                                                          | 2 – 1 (1 – 1) | ONA                                                        |
| 26 mei 1960 Plaats: Rheden Thomassen-terrein Toeschouwers: 1.500 Scheidsrechter: Joop Dreimüller       | Theo Bremer 35' Frits Smeenk 71'                                                |               | 22' Joop Christ                                            |
| 11e speelronde                                                                                         | ONA                                                                             | 1 – 1 (0 – 1) | Velocitas                                                  |
| 29 mei 1960 Plaats: Gouda Walvisstraat Toeschouwers: 1.500 Scheidsrechter: Koen Brouwer                | Joop Christ 70'                                                                 |               | 23' Jaap van Oosten                                        |
| 12e speelronde                                                                                         | Baronie                                                                         | 3 – 0 (2 – 0) | ONA                                                        |
| 4 juni 1960 Plaats: Breda Beatrixstraat Toeschouwers: 3.000 Scheidsrechter: Chris Roodenburg           | Kees Groeneveld 1', 85' Ad Kop 42'                                              |               |                                                            |
| 13e speelronde                                                                                         | ONA                                                                             | 1 – 2 ( – )   | Zwartemeer                                                 |
| 6 juni 1960 Plaats: Gouda Walvisstraat Toeschouwers: 1.500 Scheidsrechter: Gorissen                    | Adrie van den Berg 75'                                                          |               | 25', –' Tonny Roosken                                      |
| 14e speelronde                                                                                         | Zwolsche Boys                                                                   | 6 – 1 (1 – 1) | ONA                                                        |
| 12 juni 1960 Plaats: Zwolle Gemeentelijk Sportpark Toeschouwers: 2.800 Scheidsrechter: Janus Aalbrecht | Rein van Veen 29' Hennie van Nee 46' Tjeerd Henstra 49' (pen.) Wim Bisschop 87' |               | 10' Theo van Atteveld                                      |

## Statistieken ONA 1959/1960

### Eindstand ONA in de Nederlandse Tweede divisie A 1959 / 1960
| Stand | Gespeeld | Gewonnen | Gelijk | Verloren | Punten | Doelpunten voor | Doelpunten tegen |
| ----- | -------- | -------- | ------ | -------- | ------ | --------------- | ---------------- |
| 9e    | 28       | 8        | 2      | 12       | 18     | 35              | 52               |

### Topscorers
| #              | Naam                  | Goal |
| -------------- | --------------------- | ---- |
| 1.             | Jan Nijman            | 15   |
| 2.             | Adrie van den Berg    | 8    |
| 3.             | Joop Christ           | 5    |
| 4.             | Gerard Lingen         | 2    |
| 5.             | A. van Adrichem       | 1    |
| 5.             | Cornelis Korporaal    | 1    |
| 5.             | Van der Kroef         | 1    |
| 5.             | C. van Rhijn          | 1    |
| Eigen doelpunt |                       |      |
| 1.             | Frans Sewalt (N.E.C.) | 1    |
| Totaal         | Totaal                | 35   |

| #      | Naam               | Goal |
| ------ | ------------------ | ---- |
| 1.     | Adrie van den Berg | 4    |
| 2.     | A. van Adrichem    | 2    |
| 2.     | Joop Christ        | 2    |
| 2.     | Jan Nijman         | 2    |
| 5.     | Theo van Atteveld  | 1    |
| 5.     | C. van Rhijn       | 1    |
| Totaal | Totaal             | 12   |